# Шелковников, Андрей Михайлович
Андрей Михайлович Шелковников  (1788 — не ранее 1840) — русский архитектор и гравёр XIX столетия.
Родился 29 ноября 1788 года. В десятилетнем возрасте поступил в Императорскую академию художеств. На завершающих этапах обучения специализировался по классу архитектуры. Окончил академию восемь лет спустя, в 1806 году, с дипломом архитектора и чином гражданского чиновника самого низшего, XIV класса (коллежский регистратор; такой же чин обычно имели станционные смотрители).
После выпуска Шелковников на протяжении двух лет получал от академии стипендию («пенсию»). В этот период он создавал конкурсный архитектурный проект, который позволил бы ему получить золотую медаль Академии и право на бесплатную поездку в Италию для продолжения архитектурного образования. Однако, проект, представленный Шелковниковым, проиграл конкурс, а сам Шелковников не получил права на поездку, лишился стипендии и вынужден был оставить академию.
В дальнейшем Шелковников так и не состоялся в качестве архитектора — уже исследователям конца XIX века не был известен ни один его реализованный архитектурный проект. Зато он сумел сделать успешную карьеру в качестве гравёра. Уже к 1805 году (то есть, в период обучения) Шелковников был удостоен наград Академии за четыре гравюры (изображения построек или гравированных чертежа), связанных с именами Мельникова, Шарлеманя, Луговского (?) и Гамзина (?). 1808 годом помечена еще одна гравюра Шелковникова — «Пейзаж с руинами».
В последующие годы, а именно с 1808 по 1840 (год, которым помечены его последние известные работы) Шелковников выполнил больше двухсот гравюр, в основном, по собственным рисункам. В частности, он выступил иллюстратором книг «Собрание примечательных зданий Санкт-Петербурга» (1826; 77 гравюр) и «Архитектура XIX века» (изд. Ширяева; 104 архитектурных чертежа).
После 1840 года о Шелковникове нет сведений.